# 巴拉巴拉岸群島
巴拉巴拉岸群島，是印度尼西亞的群島，位於加里曼丹島與蘇拉威西島之間的望加錫海峽。19世紀記錄顯示巴拉巴拉岸群島由14個島嶼組成，由於群島處於珊瑚礁，當地的居民有豐富的漁穫。

## 外部連結
- List of alternate names （页面存档备份，存于）

2°20′00″S 117°25′00″E / 2.3333°S 117.4167°E